# Procés d'incapacitació a Catalunya
El Procés d'incapacitació a Catalunya és el procés marcat per la llei 1/2000, de 7 de gener, d'enjudiciament civil. per a realitzar una sentència judicial d'incapacitació d'una persona. La incapacitació es pot plantejar quan una persona no pot autogovernar-se, ni tenir cura d'ella mateixa o dels seus béns.
El procediment d'incapacitació s'inicia amb una demanda, que necessita intervenció tant d'un advocat, com d'un procurador dels tribunals que s'ha de presentar al jutjat competent conjuntament amb els informes mèdics o documents que acreditin l'existència de causes que justifiquin la incapacitació. El jutge examinarà les proves presentades i sol·licitarà els informes pericials que cregui oportuns. Els familiars poden fer declaracions i el jutge escoltarà l'interessat, cal que es proposi una persona com a idònia per exercir el càrrec de tutor entre els familiars més propers. No es pot declarar incapaç cap persona si no és mitjançant un procediment judicial, en el qual s'ha de practicar un examen medicoforense i un reconeixement judicial.
En qualsevol moment del procediment es poden prendre mesures cautelars per protegir la persona i els seus béns. La sentència que declari la incapacitat ha de detallar quin és l'abast d'aquesta i quins són els límits, és a dir, ha d'expressar per a quin tipus d'actes s'incapacita aquella persona. També ha de fixar el règim de tutela i les persones que hauran de vetllar per l'incapaç i el seu patrimoni. A la sentència es pot acordar l'internament en un centre. Una sentència d'aquest tipus s'inscriu en el registre civil del lloc de naixement de l'incapacitat. També se'l priva del dret de sufragi.

## Modificació de la sentència
Quan sobrevinguin causes que modifiquin la situació en la qual es troba la persona incapaç, el tribunal pot acordar una modificació de la sentència i pot establir nous límits de la incapacitació o, si fos el cas, deixar-la sense efecte. La revisió de la sentència la poden sol·licitar les mateixes Institucions tutelars a Catalunya persones que estan legitimades per interposar la demanda.